# Alexander Aeschbach
Alexander Aeschbach (Dürrenäsch, 9 juni 1974) is een voormalig Zwitsers wielrenner die vooral succesvol was op het Nationaal kampioenschap voor ploegenachtervolging. Aeschbach was actief in het Zesdaagse-circuit. Hij won vijf keer de Zesdaagse van Grenoble.

## Belangrijkste resultaten

### Zesdaagse
| Nr. | Jaar | Zesdaagse van  | Samen met                     |
| --- | ---- | -------------- | ----------------------------- |
| 1   | 2001 | Grenoble       | Franco Marvulli               |
| 2   | 2003 | Grenoble       | Franco Marvulli               |
| 3   | 2003 | Moskou         | Franco Marvulli               |
| 4   | 2004 | Aigle          | David Gisiger                 |
| 5   | 2004 | Grenoble       | Franco Marvulli               |
| 6   | 2006 | Grenoble       | Franco Marvulli               |
| 7   | 2007 | Stuttgaart     | Bruno Risi en Franco Marvulli |
| 8   | 2006 | Firenzuola     | Franco Marvulli               |
| 9   | 2010 | Kaarst-Büttgen | Lars Teutenberg               |
| 10  | 2010 | Grenoble       | Franco Marvulli               |

### Piste
| Jaar | ZK                                               | EK         | WK | Overig               |
| ---- | ------------------------------------------------ | ---------- | -- | -------------------- |
| 1993 | Ploegenachtervolging                             |            |    |                      |
| 1994 | Ploegenachtervolging, Achtervolging, 1KM         |            |    |                      |
| 1995 | Achtervolging                                    |            |    |                      |
| 1996 | Ploegenachtervolging, Achtervolging              |            |    |                      |
| 1997 | Achtervolging                                    |            |    |                      |
| 1998 |                                                  |            |    |                      |
| 1999 |                                                  |            |    |                      |
| 2000 | Achtervolging, Puntenkoers                       |            |    |                      |
| 2001 | Achtervolging, Puntenkoers                       | Omnium     |    |                      |
| 2002 | Puntenkoers, Achtervolging                       | Omnium     |    |                      |
| 2003 | Ploegenachtervolging, Achtervolging, Puntenkoers |            |    | WB Cape Town Scratch |
| 2004 | Achtervolging                                    | Ploegkoers |    |                      |
| 2005 | Achtervolging                                    |            |    |                      |
| 2006 | Puntenkoers, Achtervolging                       |            |    |                      |
| 2007 | Puntenkoers, Achtervolging                       |            |    | Aigle                |
| 2008 | Ploegenachtervolging, Puntenkoers                |            |    |                      |
| 2009 | Ploegenachtervolging, Ploegkoers                 |            |    |                      |
| 2010 | Ploegkoers, Achtervolging                        |            |    |                      |
| 2011 | Ploegenachtervolging, Puntenkoers                |            |    |                      |
| 2012 | Achtervolging                                    |            |    |                      |

### Weg
2002
- 4e etappe Flèche du Sud

2003
- Stuttgart-Hohenheim

2006
- Geldern

2007
- Eglosheim

2009
- City Night Rhede

2011
- Horst
- Rede

2012
- City Night Rhede
- Bruggerabendrennen